# Tephrosia pedicellata
Espèce
Tephrosia pedicellata est une espèce de plantes à fleurs de la famille des Fabaceae et du genre Tephrosia, présente en Afrique tropicale.

## Description
C'est une herbe semi-ligneuse prostrée, plus ou moins pérenne avec des tiges annuelles d'une longueur de 0,3 m ou davantage, des fleurs roses semi-sessiles et des gousses allant jusqu'à 0,4 cm.

## Distribution
L'espèce est présente en Afrique tropicale, de l'Afrique de l'Ouest (notamment dans l'archipel du Cap-Vert) jusqu'au Soudan.

## Habitat
On la rencontre un peu partout, sur des sols latéritiques, dans des endroits dégradés, au bord des routes, dans les décharges.

## Utilisation
C'est une plante fourragère.